# Храм Успения Пресвятой Богородицы (Мошок)
Храм Успения Пресвятой Богородицы (Успенский храм) — храм Владимирской епархии Русской православной церкви, расположенный в селе Мошок Судогодского района Владимирской области.

## История
В XVI—XVII столетиях село Мошок было центром громадной вотчины князей Воротынских. Эти земли по жалованной царской грамоте князь Михайло Иванович Воротынский (+1573) получил во владение после успешного Казанского похода и взятия Казани в 1552 году. В селе стоял деревянный княжеский дворец. Население вотчины составляло 6000 душ мужского пола. Мошок был населён почти исключительно дворней, обслуживающей вотчинников (45 домов дворовых людей самых разных профессий). В писцовых книгах Муромского уезда 1627—1630 годов село Мошок ещё значилось старинной вотчиной внука князя Михаилы князя Алексея Ивановича Воротынского (+1642). В селе стояла «без пения» (то есть службы в ней не совершались) старая и уже ветхая деревянная церковь Успения Пресвятой Богородицы, построенная на средства вотчинников. Вместо неё построили новую восьмипрестольную двухэтажную деревянную церковь, тоже Успенскую. Внизу было четыре престола: Успения Пресвятой Богородицы, святителя Николая Чудотворца, блаженного Алексия, человека Божия, князя Михаила Черниговского и боярина его Феодора. Вверху было также четыре придела: великомученицы Екатерины, преподобного Сергия Радонежского, великомученика Димитрия Солунского и святого пророка Иоанна Предтечи. Этот храм был домовой церковью князей Воротынских. Судя по данным писцовых книг, мошокский храм был самым обширным и богато украшенным в округе. Кроме него, была в Мошке и приходская церковь во имя апостола Иоанна Богослова.
Каменный храм начали возводить в 1802 году. Крупную сумму (500 руб.) на строительство храма пожертвовал помещик и стеклозаводчик Иван Небольсин. Родовое поместье Небольсиных было в деревне Озяблицы. Тёплые приделы храма: во имя Казанской иконы Божией Матери и во имя святого апостола и евангелиста Иоанна Богослова — были завершены в 1808 году. А холодная церковь во имя Успения Пресвятой Богородицы — в 1815 году.
Стены в холодном Казанском храме были расписаны по благословению епископа Владимирского Феофана крестьянином села Боголюбово. Слева от царских врат был образ Казанской Божией Матери — дар князя Ивана Михайловича Воротынского (+1627), принесённый им из Казани. По-видимому, это был один из ранних списков с чудотворного образа, явленного в Казани в 1579 году. Эта икона особо почиталась прихожанами, с ней совершались крестные ходы вокруг села. Из почитаемых икон следует ещё отметить Боголюбскую икону Божией Матери — список с первоначального образа. История её такова: во время холеры, разразившейся в Мошке, жители села послали своих людей в село Боголюбово, чтобы они сделали список с чудотворной иконы. После этого губительная болезнь отступила. С тех пор день 18 июня/1 июля особо торжественно отмечался крестным ходом с этой иконой вокруг села с чтением акафиста. В храме были иконы греческого письма с изображением святых князей, почитаемых во Владимирской земле: Георгия Всеволодовича, Андрея Боголюбского, Глеба Владимирского, мученика Авраамия Болгарского и других, а также два напрестольных Евангелия, датируемых 1606 годом. На одном из них сохранился фрагмент надписи: «князь Алексей Иванович Воротынский Муромскаго уезду… Пречистой Богородицы Казанской… приложил». Из богослужебных книг в храме хранились две рукописные минеи — вклад князя Ивана Михайловича, написанные, по преданию, его рукой в XVI веке. Одна из них имела надпись: «…книгу минею месячную благоверный князь Иван Михайлович Воротынский в вотчину свою в соборную церковь свою Успению Пречистыя Богородицы в селе Мошку».
В XIX веке в приход входили село Мошок и деревни Новая, Дятлово, Горячево, Игнатьево, Пищальниково, Пивоварово, Карево, Баркино, Колычёво, Мостищи, Безово, Маньково, Поздняково, Поросятево, Лантрево, Озяблицы, Кубаево и Колодники. Во всех этих поселениях по клировым ведомостям, числилось 1540 душ мужского и 1837 женского пола.
После революции жизнь Успенского прихода стала разрушаться. В 1929 году был арестован священник Василий Петрович Анисимов, а в 1937 году священники Василий Иванович Берстнев, Аркадий Степанович Невский и псаломщик Александр Васильевич Герасимов. Кроме них, были репрессированы священник Алексей Бобков и псаломщик Филипп Никифорович Герасимов.
В 1937 году церковь закрыли. Были сброшены колокола и сожжены иконы. Вначале храм стоял запертым, но в 1950 году здесь разместилась МТС. В алтарной части устроили кузницу, везде поставили токарные и слесарные станки. Начиная с 1957 года, в здании храма находился гараж. В 1960 году полуразрушенную и оскверненную церковь местная власть хотела взорвать. Но жители села выступили против и отстояли святыню. В 1980 году в качестве памятника начала XIX века храм был отремонтирован: снаружи его побелили, вставили окна и т. д.

### Современное состояние
В конце 1990 года усилиями сельчан и священника села Ликино священника Василия Плескуна храм был вновь открыт. Прихожане во главе с настоятелем вывезли из зимней части храма мусор, засыпали пол щебёнкой, установили временную алтарную преграду из древесно-стружечной плиты, настелили деревянные полы в алтарной части. Первая Литургия была совершена на Пасху 1991 года. В том же году настоятелем храма был назначен священник Виталий Ганьжин. В 1997 году при храма открыталась детская воскресная школа, которую посещали около 20 детей.
23 октября 2011 года архиепископ Владимирский и Суздальский Евлогий (Смирнов) в сослужении священников Судогодского благочиния возглавил освящение южного (тёплого) придела в честь праведного Саввы Мошокского. Ранее этот предел был освящён во имя Казанской иконы Божий Матери. После этого приход своими силами осуществлял реставрацию летнего придела, сторожки и входных врат ограды храма. В 2015 году были успешно завершены ремонтные работы в основной — летней части храма. 1 мая 2016 года 25-летие возобновления литургической жизни — ознаменовалась первою пасхальной службой в полностью восстановленном Успенском храме.